# Paradonea
Paradonea es un género de arañas araneomorfas de la familia Eresidae. Se encuentra en África austral.

## Lista de especies
Según The World Spider Catalog 12.0:
- Paradonea parva (Tucker, 1920)
- Paradonea splendens (Lawrence, 1936)
- Paradonea striatipes Lawrence, 1968
- Paradonea variegata (Purcell, 1904)